# 松屋コーヒー本店
株式会社松屋コーヒー本店（まつやコーヒーほんてん）とは、愛知県名古屋市中区に本社を置く企業。1909年（明治42年）創業。
愛知県、岐阜県、三重県のレストランや喫茶店にコーヒー豆を卸したり、店舗での小売、喫茶店の開業支援などを行っている。また、直営の喫茶店「CAFE LE PIN」および「珈食房 る ぱん」の運営も行っている。

## 歴史

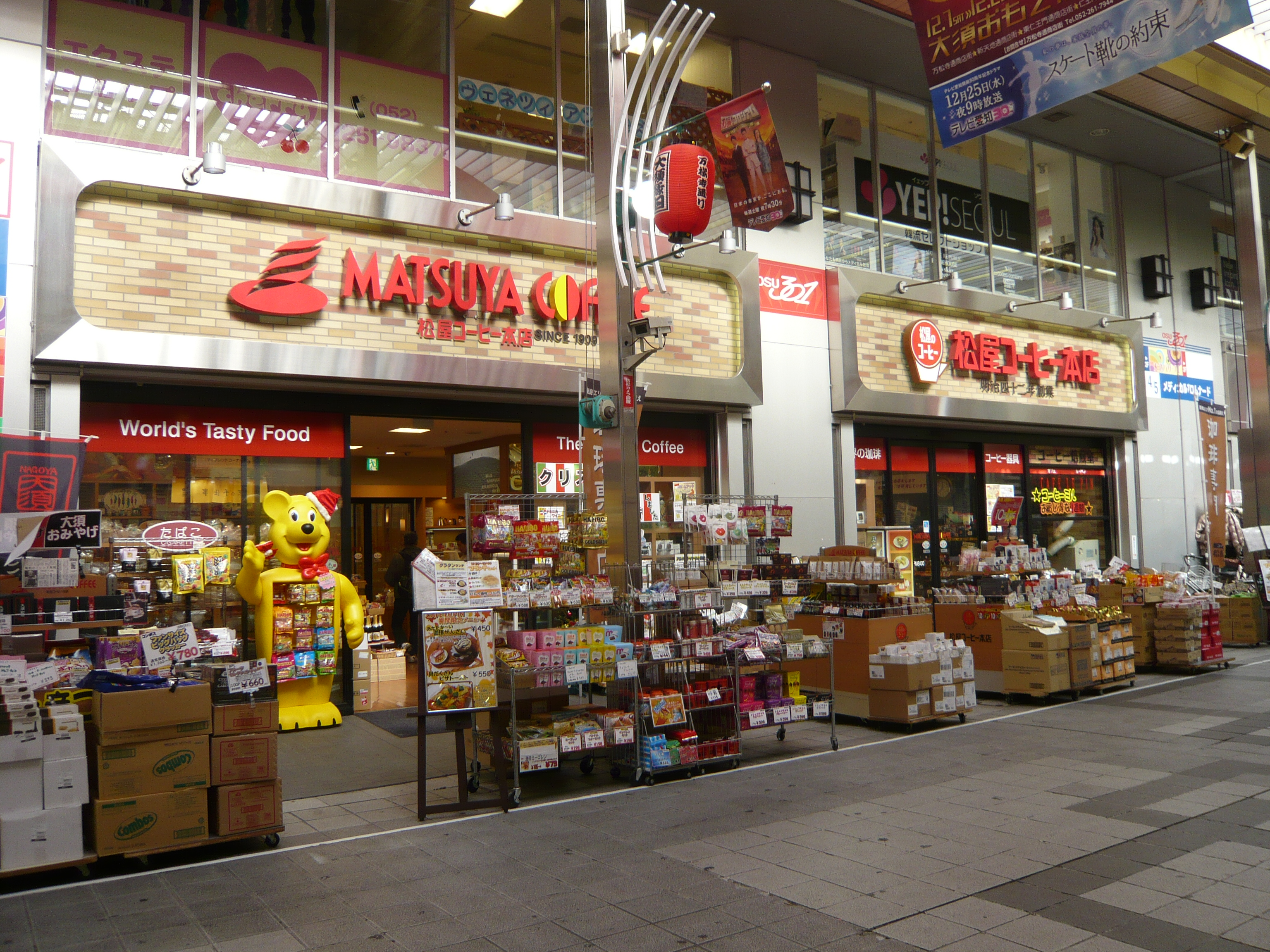
2013年の松屋コーヒー本店

- 1909年（明治42年） - 名古屋市中区裏門前町1-57に松下こうによって創業[1]。
- 1919年（大正8年） - 松下秀彦によって本業に変更[1]。
- 1939年（昭和14年）5月 - 松下秀彦が死去したことで松下真が継ぐ[1]。
- 1950年（昭和25年）1月 - 株式会社松屋を設立[1]。
- 1968年（昭和43年）5月 - 名古屋市中区千代田2丁目2-20に焙煎工場を新設[1]。
- 1975年（昭和50年）11月 - 名古屋市中区大須3丁目31-9にコーヒー教室ビルを新設[1]。
- 1986年（昭和61年）11月 - 松下真が死去したことで松下和義が社長に就任[1]。
- 1991年（平成3年）9月 - 実店鋪を全面改装[1]。
- 1992年（平成4年）5月 - 名古屋市中区大須4丁目13-15に食品用倉庫を新設[1]。
- 1992年（平成4年）8月 - 株式会社松屋コーヒー本店に社名変更[1]。
- 1993年（平成5年） - 名古屋市中区千代田1-11-31に本社を移転[1]。
- 2002年（平成14年） - 名古屋市中区大須の大須301ビルに松屋コーヒー本店をオープン[1]。
- 2008年（平成20年）7月 - 名古屋市緑区に珈食房るぱん 白土店を開店[1]。
- 2010年（平成22年）5月 - 名古屋市瑞穂区に珈食房るぱん 新瑞橋店を開店[1]。
- 2012年（平成24年）4月 - 日進市に珈食房るぱん 平針店を開店[1]。
- 2012年（平成24年）11月 - 松下幸司が代表取締役社長に就任[1]。
- 2014年（平成26年）2月 - 岩倉市にCAFE LE PIN 岩倉店を開店[1]。
- 2014年（平成26年）4月 - 大府市にCAFE LE PIN 大府店を開店[1]。
- 2023年（令和5年）5月 - 名古屋市中区栄にCAFE LE PIN 伏見店を開店[1]。

## 直営店

### 喫茶店
- CAFE LE PIN 大須店 - 愛知県名古屋市中区大須3丁目30-59 大須301ビル1階
- CAFE LE PIN 伏見店 - 愛知県名古屋市中区栄1丁目12-10 フシミファーストビル1階
- CAFE LE PIN 岩倉店 - 愛知県岩倉市旭町1-18 ヴィブレコンフォール1階
- CAFE LE PIN 大府店 - 愛知県大府市中央町1-221
- 珈食房 る ぱん 白土店 - 愛知県名古屋市緑区赤松207
- 珈食房 る ぱん 新瑞橋店 - 愛知県名古屋市瑞穂区瑞穂通8-15-1
- 珈食房 る ぱん 平針店 - 愛知県日進市赤池町屋下316-1